# Bartolomé Santos

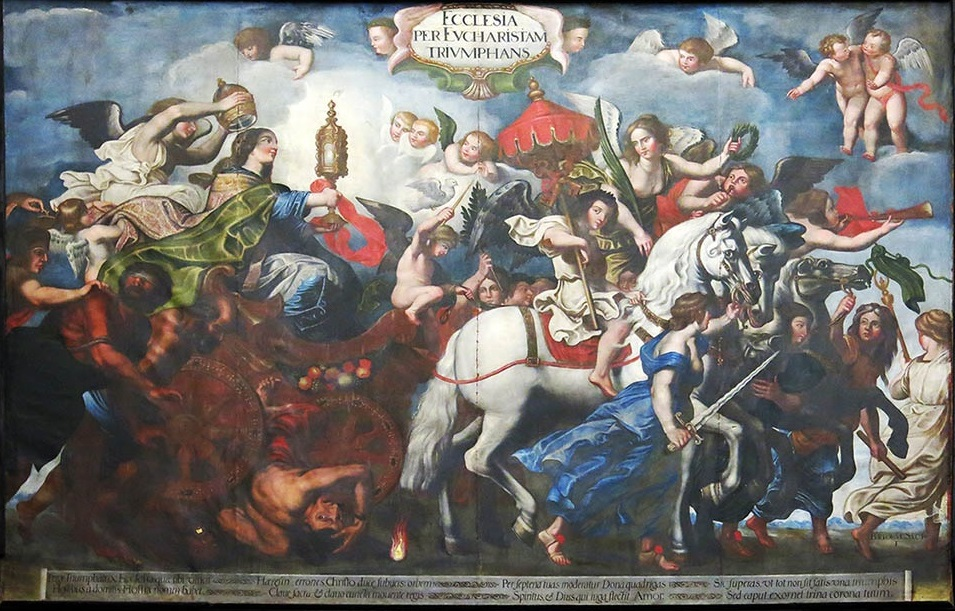
El triunfo de la Iglesia; óleo sobre lienzo, Valladolid, iglesia de San Miguel y san Julián. Inscripción «ECCLESIA / PER EVCHARISTIAM / TRIVMPHANS».

Bartolomé Santos (f. 1648-1661) fue un pintor barroco español activo en Valladolid.
Discípulo y ayudante de Diego Valentín Díaz, el 9 de febrero de 1648 contrajo matrimonio con Ana María del Amo actuando como testigo su maestro. En 1660 aparece citado como testigo en el testamento de Valentín Díaz, que le donaba algunos de sus bienes en agradecimiento por sus largos servicios y en enero de 1661 se encargó de la tasación de las pinturas de su maestro. El mismo año concluyó algunas pinturas para el retablo de Palacios de Campos que había dejado inacabadas su maestro. También en 1661 figura en la relación de pintores y escultores vallisoletanos que otorgaron poder a Manuel Juárez para entablar pleito contra el intento del corregidor de repartirles el impuesto del soldado, fallado en la chancillería de Valladolid a favor de los artistas, que «ganaron ejecutoria a favor de los que ejercen las tres nobles artes».
La único que de su producción se conoce son cuatro óleos de considerables dimensiones conservados en la sacristía de la antigua iglesia jesuita de San Miguel y san Julián de Valladolid —El triunfo de la Iglesia, La victoria de la Eucaristía sobre la idolatría, El triunfo de la Fe católica y El Espíritu Santo inspirando a los evangelistas y los padres de la Iglesia —, en los que copió, con tosco dibujo, cuatro de los tapices de la serie del Triunfo de la Eucaristía bordados sobre los cartones proporcionados por Rubens por encargo de la infanta Isabel Clara Eugenia con destino al Monasterio de las Descalzas Reales de Madrid.